# Tempio di Giove (Pompei)
Il tempio di Giove è un tempio di epoca romana, sepolto durante l'eruzione del Vesuvio del 79 e ritrovato a seguito degli scavi archeologici dell'antica Pompei: dopo la conquista della città da parte di Lucio Cornelio Silla, la struttura fu dedicata alla Triade Capitolina.

## Storia
Il tempio di Giove fu costruito intorno al 250 a.C. ed era originariamente dedicato a Giove: fu edificato in un periodo di forte espansione urbanistica della città e divenne ben presto la principale struttura sacra di Pompei. A seguito della conquista della città da parte di Lucio Cornelio Silla, il tempio fu dedicato al culto della Triade Capitolina, per questo chiamato Capitolium e quindi, oltre alla venerazione di Giove, si aggiunsero anche quella di Giunone e Marte: era infatti usanza tra i romani dedicare a queste divinità templi che si trovavano al centro della città, come in precedenza lo stesso veniva fatto per Giove; tuttavia alcuni studiosi ritengono che forse già dalla sua origine questo era dedicato alla Triade, come dimostrato da alcuni studi effettuati sul podio, che lo daterebbero antecedente all'80 a.C., data della conquista sillana, e quindi non avrebbe subito lavori di rifacimento per l'aggiunta delle altre due statue.
Restaurato durante l'epoca tiberiana, il tempio subì notevoli danni a seguito del terremoto di Pompei del 62, tant'è che crollarono il timpano e la trabeazione; fu sepolto quindi sotto una colte di ceneri e lapilli durante l'eruzione vesuviana nel 79, quando ancora dovevano essere completati i lavori di restauro: alla struttura mancava infatti sicuramente il tetto. Fu riportato alla luce tra la fine del XVIII e l'inizio del XIX secolo a seguito degli scavi archeologici eseguiti per volontà della dinastia borbonica; nel febbraio 2012, un pezzo di intonaco del tempio, della lunghezza di circa un metro, si è staccata da una parete: il danno è stato dichiarato non grave.

## Descrizione

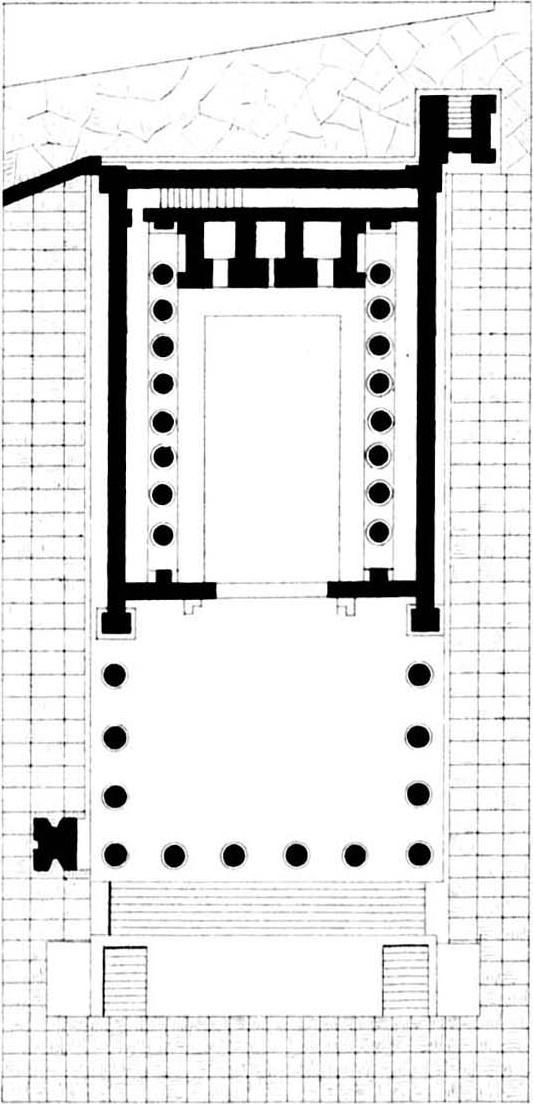
Pianta

Il tempio di Giove, situato nella parte nord del foro, di tipo italico, presenta un alto podio, lungo trentasette metri e largo diciassette, realizzato con inserti in lava e tufo, decorato con semicolonne e vuoto al suo interno, con ingresso lungo il lato est: questa zona è divise in tre navate, con volta a botte e le mura in opera incerta; i vani, tre per la precisione, chiamati favissa, venivano utilizzati o come depositi, probabilmente dai sacerdoti o come custodia per il tesoro della città. La gradinata che introduce al tempio ha una forma particolare: si tratta in realtà di due file di scale, che entrambe convergono su un pianerottolo e da qui una scala più ampia conduce all'altare; ai lati di queste gradinata erano poste due statue equestri, come riprodotto in un affresco della casa di Lucio Cecilio Giocondo.
Di tipo prostilo, il tempio presenta un pronao con sei colonne sulla facciata e quattro laterali, tutte in tufo,stuccate, con capitello corinzio e con un'altezza massima che non superava i dodici metri: tutta la zona era pavimentata in travertino, probabilmente un rifacimento effettuato in età tiberina. Più della metà del podio è occupato dalla cella: si presenta divisa in tre navate tramite un colonnato con navata centrale molto più ampia rispetto alle due laterali ed inoltre agli angoli sono posti quattro pilastri in tufo decorati con foglie d'acanto e volute, poggiati su una base attica sagomata: questa particolare forma della navata aumentava la spettacolarità nella visione delle tre statue, poste sul fondo della cella. Le colonne della cella sono in doppio ordine, separate tramite un architrave: quelle dalla parte inferiore, sono in ordine ionico, mentre di quella superiore non ne è rimasta alcuna traccia. La decorazione pittorica era in un primo momento in primo stile, come riproduzioni di marmo, in seguito poi sostituita con una pittura in secondo stile nella parte superiore ed una in terzo stile nella zoccolatura; la pavimentazione era formata da pietra a rombi, il cosiddetto opus scutulatum.
Sui basamenti, forse in attesa di essere ricoperti da lastre di marmo, erano delle statue: di queste non rimane alcuna traccia se non una testa di Giove, dalle dimensioni enormi, forse una copia di quella del Capitolium di Roma, anche se tale ipotesi non sembra essere molto attendibile, in quanto probabilmente quella di Pompei fu realizzata prima di quella romana, un corpo, appartenente forse allo stesso Giove ed una maschera di Giunone. In asse con il tempio, nel foro, un grande altare, mentre ai lati erano posti gli archi monumentali che chiudevano la piazza, come quelli dedicati a Nerone e Druso.